# 滋賀縣公安委員會
滋賀縣公安委員會（日语：／ Shigaken kō'an-i'inkai */?）是由滋賀縣知事所轄，負責管理滋賀縣警察的行政委員會，由3名委員組成。

## 委員
- 委員長
  - 小林徹
- 委員
  - 堀井豐見
  - 大塚良彦

## 下部組織
- 滋賀縣警察

## 外部連結
- 滋賀県公安委員会 （页面存档备份，存于）